# Зелинский, Анатолий Феофанович
Анатолий Феофанович Зелинский (укр. Анатолій Феофанович Зелінський; 2 июня 1925 — 13 января 2002) — советский и украинский учёный-правовед, доктор юридических наук (1979), профессор (1980), специалист в области уголовного права, криминологии и юридической психологии.

## Биография
С 1998 года входил в состав правления общественной организации «Криминологическая ассоциация Украины».